# ساموئل اتوئو
ساموئل اتوئو فیلس (فرانسوی: Samuel Eto'o Fils‎؛ زادهٔ ۱۰ مارس ۱۹۸۰) بازیکن فوتبال اهل کامرون است. اتوئو بهترین گلزن تاریخ جام ملت‌های آفریقا و نهمین گلزن برتر تاریخ باشگاه فوتبال بارسلونا است. به عقیده بسیاری، اتوئو برترین بازیکن تاریخ کامرون بوده است. او هم‌اکنون رئیس فدراسیون فوتبال کامرون است.
اتوئو تنها بازیکن تاریخ فوتبال جهان است که توانسته با دو باشگاه مختلف، موفق به کسب سه‌گانه شود؛ آن هم در دو سال پیاپی: فصل ۰۹–۲۰۰۸ با باشگاه بارسلونا و فصل ۱۰–۲۰۰۹ با باشگاه اینتر میلان.
بسیاری از کارشناسان فوتبال اتوئو را در کنار دیدیه دروگبا و ژرژ وه آ یکی از ۳بازیکن برتر تاریخ فوتبال آفریقا به‌شمار می‌آورند. او در ابتدا فوتبال را در تیم کشورش آغاز کرد. سپس به رئال مادرید اسپانیا پیوست. پس از آن که نتوانست در تیم رئال مادرید جایگاه ثابتی پیدا کند، به‌طور قرضی به لگانس پیوست و پس از اینکه توانست بازی‌های خوبی در این تیم ارائه دهد و در ۱۳ بازی موفق شد ۶ گل به ثمر برساند، در سال ۲۰۰۰ با قرارداد دائمی به تیم رئال مایورکا پیوست. اتوئو در تیم مایورکا موفق شد با به ثمر رساندن ۵۸ گل برای این تیم، برترین گلزن تاریخ باشگاه رئال مایورکا را از آن خود کند. در نهایت در سال ۲۰۰۵ اتوئو با قراردادی ۲۴ میلیون یورویی به بارسلونا پیوست. وی در سال ۲۰۱۰ به تیم اینترمیلان، سپس در سال ۲۰۱۳ به آنژی ماخاچکالا و در سال ۲۰۱۴ به عضویت باشگاه چلسی انگلیس درآمد. او در ۷ سپتامبر ۲۰۱۹ در ۴۰ سالگی از دنیای فوتبال خداحافظی کرد.

## سبک بازی

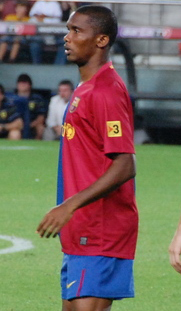
اتوئو در حال بازی برای بارسلونا در سال ۲۰۰۸

شهرت اتوئو به دلیل آن است که یک مهاجم کامل به‌شمار می‌آید؛ یعنی قدرت پا به توپ بالایی دارد، ضربات هر دو پای او قدرت کافی دارد، هنگام دویدن سرعتش بالاست و ضربات سرش محکم و دقیق است. این خصوصیات موجب شده است تا در چند سال اخیر همواره اتوئو یکی از بهترین مهاجم‌های دنیا باشد. اتوئو بیش از آن که از قدرت بدنی برای گلزنی استفاده کند، از سرعت خود بهره می‌گیرد و همچنین به ندرت دیده می‌شود که با توپ اضافه‌کاری انجام دهد و به محض پیدا کردن موقعیت توپ را وارد دروازه می‌کند.

## خداحافظی از فوتبال
ساموئل اتوئو در ۷ سپتامبر ۲۰۱۹ بعد از ۲۲ سال فعالیت حرفه‌ای در دنیای فوتبال در سن ۳۸ سالگی بازنشستگی خود را اعلام کرد.
از باشگاه‌هایی که ساموئل اتوئو در آنها بازی کرده می‌توان به رئال مادرید، لگانس، اسپانیول، رئال مایورکا، بارسلونا، اینتر میلان، آنژی مخاچ‌قلعه، چلسی، اورتون، سمپدوریا، آنتالیااسپور، قونیه‌اسپور و القطر اشاره کرد.

## افتخارات

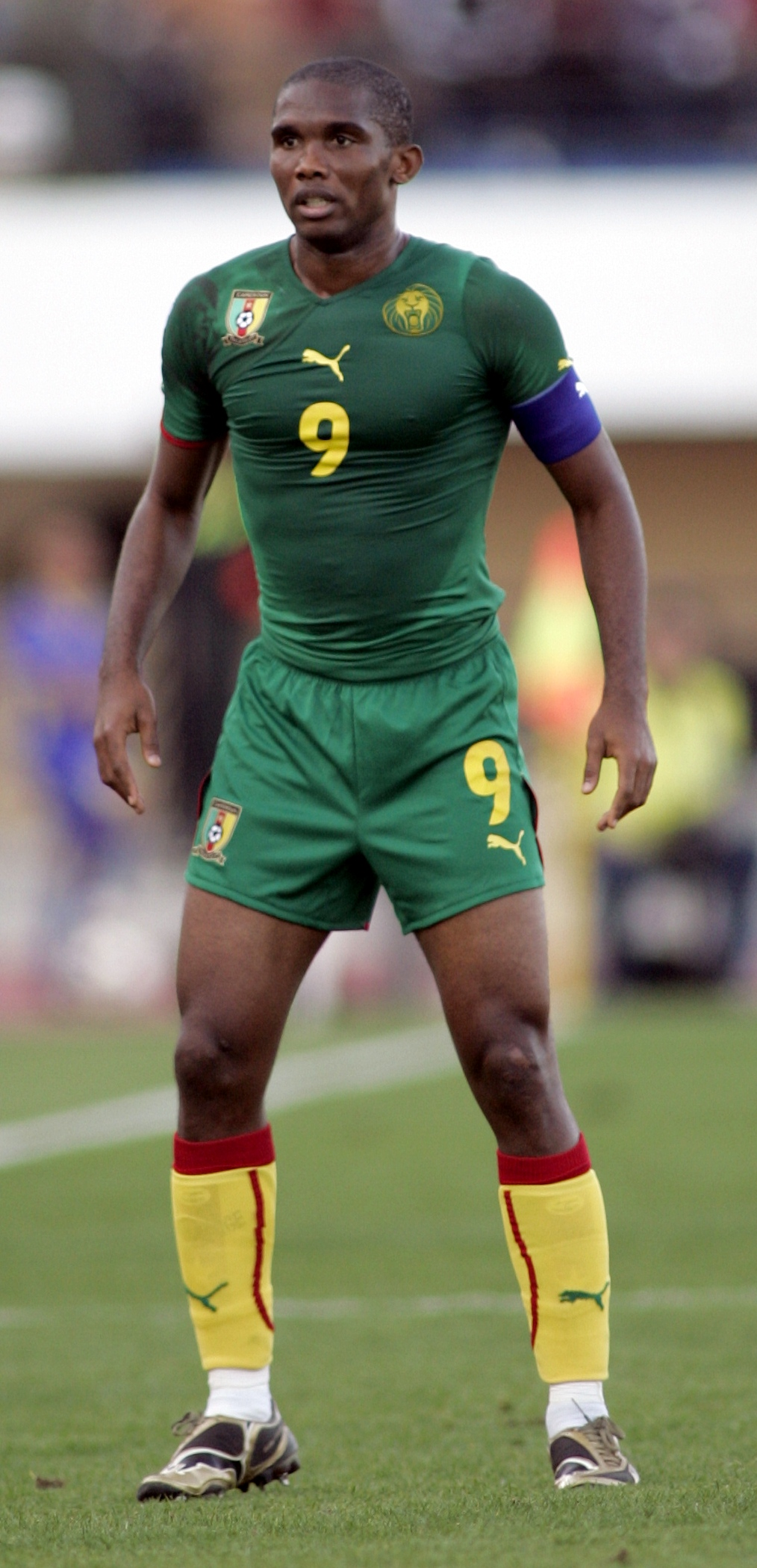
اتوئو در تیم ملی کامرون در سال ۲۰۰۹

- بازیکن فوتبال سال آفریقا در سال ۲۰۰۳
- بازیکن فوتبال سال آفریقا در سال ۲۰۰۵
- بازیکن فوتبال سال آفریقا در سال ۲۰۱۰
- عنوان پی‌چی‌چی یا آقای گل لا لیگا در فصل ۲۰۰۵–۲۰۰۶
- مانان اروپا در فصل ۲۰۰۵–۲۰۰۶ به همراه باشگاه فوتبال بارسلونا
- قهرمان لیگ قهرمانان اروپا در فصل ۲۰۰۸–۲۰۰۹ به همراه باشگاه فوتبال بارسلونا
- قهرمان لا لیگا (لیگ اسپانیا) در فصل‌های ۲۰۰۴–۲۰۰۵، ۲۰۰۵–۲۰۰۶ و ۲۰۰۸–۲۰۰۹ همراه تیم بارسلونا
- برنده سوپر جام اسپانیا در سال ۲۰۰۵ همراه تیم بارسلونا
- قهرمان جام ملت‌های آفریقا به همراه تیم ملی فوتبال کامرون در سال‌های ۲۰۰۰ و ۲۰۰۲
- قهرمان المپیک ۲۰۰۰ سیدنی به همراه تیم ملی المپیک کامرون
- قهرمان لیگ قهرمانان اروپا در فصل ۲۰۰۹–۲۰۱۰ به همراه باشگاه فوتبال اینترمیلان
- قهرمان سری آ ایتالیا در فصل ۲۰۰۹–۲۰۱۰ به همراه تیم باشگاه فوتبال اینترمیلان
- قهرمان جام حذفی ایتالیا در فصل ۲۰۰۹–۲۰۱۰ به همراه باشگاه فوتبال اینترمیلان
- قهرمان جام باشگاه‌های جهان به همراه باشگاه فوتبال اینترمیلان در سال ۲۰۱۰
- قهرمان جام حذفی ایتالیا به همراه باشگاه فوتبال اینترمیلان در فصل ۲۰۱۰–۲۰۱۱

## آمار ملی

### گل‌های ملی
| تعداد | تاریخ           | رقیب          | زده | نهایی | رقابت                                        |
| ----- | --------------- | ------------- | --- | ----- | -------------------------------------------- |
| ۱.    | ۲۸ ژانویه ۲۰۰۰  | ساحل عاج      | ۰-۲ | ۰–۳   | جام ملت‌های آفریقا ۲۰۰۰                       |
| ۲.    | ۶ فوریه ۲۰۰۰    | الجزایر       | ۰-۱ | ۱–۲   | جام ملت‌های آفریقا ۲۰۰۰                       |
| ۳.    | ۱۰ فوریه ۲۰۰۰   | تونس          | ۰-۲ | ۰–۳   | جام ملت‌های آفریقا ۲۰۰۰                       |
| ۴.    | ۱۳ فوریه ۲۰۰۰   | نیجریه        | ۰-۱ | ۲–۲   | جام ملت‌های آفریقا ۲۰۰۰                       |
| ۵.    | ۱۹ آوریل ۲۰۰۰   | سومالی        | ۰-۳ | ۰–۳   | مسابقات مقدماتی جام جهانی ۲۰۰۲ (آفریقا)      |
| ۶.    | ۲۸ ژانویه ۲۰۰۱  | توگو          | ۰-۱ | ۰–۲   | مسابقات مقدماتی جام جهانی ۲۰۰۲ (آفریقا)      |
| ۷.    | ۱ ژوئیه ۲۰۰۱    | توگو          | ۰-۱ | ۰–۲   | مسابقات مقدماتی جام جهانی ۲۰۰۲ (آفریقا)      |
| ۸.    | ۷ ژانویه ۲۰۰۲   | بورکینافاسو   | ۰-۱ | ۱–۳   | دوستانه                                      |
| ۹.    | ۲۹ ژانویه ۲۰۰۲  | توگو          | ۰-۲ | ۰–۳   | جام ملت‌های آفریقا ۲۰۰۲                       |
| ۱۰.   | ۲۷ مارس ۲۰۰۲    | آرژانتین      | ۱-۱ | ۲–۲   | دوستانه                                      |
| ۱۱.   | ۲۶ مه ۲۰۰۲      | انگلستان      | ۰-۱ | ۲–۲   | دوستانه                                      |
| ۱۲.   | ۶ ژوئن ۲۰۰۲     | عربستان سعودی | ۰-۱ | ۰–۱   | جام جهانی فوتبال ۲۰۰۲                        |
| ۱۳.   | ۲۷ مارس ۲۰۰۳    | ماداگاسکار    | ۰-۲ | ۰–۲   | رقابتهای تونس                                |
| ۱۴.   | ۱۹ ژوئن ۲۰۰۳    | برزیل         | ۰-۱ | ۰–۱   | جام کنفدراسیون‌ها ۲۰۰۳                        |
| ۱۵.   | ۸ فوریه ۲۰۰۴    | نیجریه        | ۲-۱ | ۲–۱   | جام ملت‌های آفریقا ۲۰۰۴                       |
| ۱۶.   | ۶ ژوئن ۲۰۰۴     | بنین          | ۱-۱ | ۱–۲   | مسابقات مقدماتی جام جهانی ۲۰۰۶ (آفریقا)      |
| ۱۷.   | ۴ ژوئیه ۲۰۰۴    | ساحل عاج      | ۰-۱ | ۰–۲   | مسابقات مقدماتی جام جهانی ۲۰۰۶ (آفریقا)      |
| ۱۸.   | ۱۵ سپتامبر ۲۰۰۴ | مصر           | ۳-۲ | ۳–۲   | مسابقات مقدماتی جام جهانی ۲۰۰۶ (آفریقا)      |
| ۱۹.   | ۴ ژوئن ۲۰۰۵     | بنین          | ۰-۴ | ۱–۴   | مسابقات مقدماتی جام جهانی ۲۰۰۶ (آفریقا)      |
| ۲۰.   | ۲۱ ژانویه ۲۰۰۶  | آنگولا        | ۰-۱ | ۱–۳   | جام ملت‌های آفریقا ۲۰۰۶                       |
| ۲۱.   | ۲۱ ژانویه ۲۰۰۶  | آنگولا        | ۱-۲ | ۱–۳   | جام ملت‌های آفریقا ۲۰۰۶                       |
| ۲۲.   | ۲۱ ژانویه ۲۰۰۶  | آنگولا        | ۱-۳ | ۱–۳   | جام ملت‌های آفریقا ۲۰۰۶                       |
| ۲۳.   | ۲۵ ژانویه ۲۰۰۶  | توگو          | ۰-۱ | ۰–۲   | جام ملت‌های آفریقا ۲۰۰۶                       |
| ۲۴.   | ۲۹ ژانویه ۲۰۰۶  | جمهوری کنگو   | ۰-۲ | ۰–۲   | جام ملت‌های آفریقا ۲۰۰۶                       |
| ۲۵.   | ۳ ژوئن ۲۰۰۷     | لیبریا        | ۰-۲ | ۱–۲   | مسابقات مقدماتی جام ملتهای آفریقا ۲۰۰۸       |
| ۲۶.   | ۲۲ ژانویه ۲۰۰۸  | مصر           | ۱-۳ | ۴–۲   | جام ملت‌های آفریقا ۲۰۰۸                       |
| ۲۷.   | ۲۲ ژانویه ۲۰۰۸  | مصر           | ۴-۲ | ۴–۲   | جام ملت‌های آفریقا ۲۰۰۸                       |
| ۲۸.   | ۲۶ ژانویه ۲۰۰۸  | زامبیا        | ۰-۴ | ۱–۵   | جام ملت‌های آفریقا ۲۰۰۸                       |
| ۲۹.   | ۳۰ ژانویه ۲۰۰۸  | سودان         | ۰-۱ | ۰–۳   | جام ملت‌های آفریقا ۲۰۰۸                       |
| ۳۰.   | ۳۰ ژانویه ۲۰۰۸  | سودان         | ۰-۳ | ۰–۳   | جام ملت‌های آفریقا ۲۰۰۸                       |
| ۳۱.   | ۳۱ مه ۲۰۰۸      | کیپ ورد       | ۰-۲ | ۰–۲   | مسابقات مقدماتی جام جهانی ۲۰۱۰ (آفریقا)      |
| ۳۲.   | ۸ ژوئن ۲۰۰۸     | موریس         | ۰-۲ | ۰–۳   | مسابقات مقدماتی جام جهانی ۲۰۱۰ (آفریقا)      |
| ۳۳.   | ۲۱ ژوئن ۲۰۰۸    | تانزانیا      | ۰-۱ | ۱–۲   | مسابقات مقدماتی جام جهانی ۲۰۱۰ (آفریقا)      |
| ۳۴.   | ۲۱ ژوئن ۲۰۰۸    | تانزانیا      | ۱-۲ | ۱–۲   | مسابقات مقدماتی جام جهانی ۲۰۱۰ (آفریقا)      |
| ۳۵.   | ۱۱ اکتبر ۲۰۰۸   | موریس         | ۰-۱ | ۰–۵   | مسابقات مقدماتی جام جهانی ۲۰۱۰ (آفریقا)      |
| ۳۶.   | ۱۱ اکتبر ۲۰۰۸   | موریس         | ۰-۲ | ۰–۵   | مسابقات مقدماتی جام جهانی ۲۰۱۰ (آفریقا)      |
| ۳۷.   | ۱۱ فوریه ۲۰۰۹   | گینه          | ۱-۲ | ۱–۳   | دوستانه                                      |
| ۳۸.   | ۱۱ فوریه ۲۰۰۹   | گینه          | ۱-۳ | ۱–۳   | دوستانه                                      |
| ۳۹.   | ۵ سپتامبر ۲۰۰۹  | گابن          | ۰-۲ | ۰–۲   | مسابقات مقدماتی جام جهانی ۲۰۱۰ (آفریقا)      |
| ۴۰.   | ۹ سپتامبر ۲۰۰۹  | گابن          | ۱-۲ | ۱–۲   | مسابقات مقدماتی جام جهانی ۲۰۱۰ (آفریقا)      |
| ۴۱.   | ۱۴ نوامبر ۲۰۰۹  | مراکش         | ۰-۲ | ۰–۲   | مسابقات مقدماتی جام جهانی ۲۰۱۰ (آفریقا)      |
| ۴۲.   | ۱۷ ژانویه ۲۰۱۰  | زامبیا        | ۱-۲ | ۲–۳   | جام ملت‌های آفریقا ۲۰۱۰                       |
| ۴۳.   | ۲۱ ژانویه ۲۰۱۰  | تونس          | ۱-۱ | ۲–۲   | جام ملت‌های آفریقا ۲۰۱۰                       |
| ۴۴.   | ۱۹ ژوئن ۲۰۱۰    | دانمارک       | ۰-۱ | ۲–۱   | جام جهانی فوتبال ۲۰۱۰                        |
| ۴۵.   | ۲۴ ژوئن ۲۰۱۰    | هلند          | ۱-۱ | ۲–۱   | جام جهانی فوتبال ۲۰۱۰                        |
| ۴۶.   | ۱۱ اوت ۲۰۱۰     | لهستان        | ۰-۱ | ۰–۳   | دوستانه                                      |
| ۴۷.   | ۱۱ اوت ۲۰۱۰     | لهستان        | ۰-۲ | ۰–۳   | دوستانه                                      |
| ۴۸.   | ۴ سپتامبر ۲۰۱۰  | موریس         | ۰-۱ | ۱–۳   | مسابقات مقدماتی جام ملت‌های آفریقا ۲۰۱۲       |
| ۴۹    | ۴ سپتامبر ۲۰۱۰  | موریس         | ۱-۲ | ۱–۳   | مسابقات مقدماتی جام ملت‌های آفریقا ۲۰۱۲       |
| ۵۰.   | ۳ سپتامبر ۲۰۱۱  | موریس         | ۰-۳ | ۰–۶   | مسابقات مقدماتی جام ملت‌های آفریقا ۲۰۱۲       |
| ۵۱.   | ۷ اکتبر ۲۰۱۱    | جمهوری کنگو   | ۱-۱ | ۲–۳   | مسابقات مقدماتی جام ملت‌های آفریقا ۲۰۱۲       |
| ۵۲.   | ۱۱ نوامبر ۲۰۱۱  | سودان         | ۱-۳ | ۱–۳   | جام ال جی ۲۰۱۱ (مراکش)                       |
| ۵۳.   | ۱۳ نوامبر ۲۰۱۱  | مراکش         | ۰-۱ | ۱–۱   | جام ال جی ۲۰۱۱ (مراکش)                       |
| ۵۴.   | ۲۳ مارس ۲۰۱۳    | توگو          | ۰-۱ | ۱–۲   | مرحله مقدماتی جام جهانی فوتبال ۲۰۱۴ (آفریقا) |
| ۵۵.   | ۲۳ مارس ۲۰۱۳    | توگو          | ۱-۲ | ۱–۲   | مرحله مقدماتی جام جهانی فوتبال ۲۰۱۴ (آفریقا) |
| ۵۶.   | ۱ ژوئن ۲۰۱۴     | آلمان         | ۰-۱ | ۲–۲   | دوستانه                                      |

### آمار بازی‌های ملی
| سال  | بازیها | گلها |
| ---- | ------ | ---- |
| ۱۹۹۷ | ۳      | ۰    |
| ۱۹۹۸ | ۵      | ۰    |
| ۱۹۹۹ | ۱      | ۰    |
| ۲۰۰۰ | ۹      | ۵    |
| ۲۰۰۱ | ۹      | ۲    |
| ۲۰۰۲ | ۱۳     | ۵    |
| ۲۰۰۳ | ۷      | ۲    |
| ۲۰۰۴ | ۹      | ۴    |
| ۲۰۰۵ | ۶      | ۱    |
| ۲۰۰۶ | ۵      | ۵    |
| ۲۰۰۷ | ۳      | ۱    |
| ۲۰۰۸ | ۱۱     | ۱۱   |
| ۲۰۰۹ | ۸      | ۵    |
| ۲۰۱۰ | ۱۲     | ۸    |
| ۲۰۱۱ | ۹      | ۴    |
| ۲۰۱۲ | ۲      | ۰    |
| ۲۰۱۳ | ۴      | ۲    |
| ۲۰۱۴ | ۳      | ۱    |
| جمع  | ۱۱۸    | ۵۶   |